# Јован Јанићијевић (преводилац)
Јован Јанићијевић (Београд, 24. марта 1936 – Београд, 19. децембар 2015), био је преводилац са руског и немачког језика, дипломирао на Групи за општу књижевност са теоријом књижевности Филозофског факултета у Београду.

## Биографија
Током свог радног века био библиотекар у Библиотеци града Београда, стручни сарадник у београдском Институту за теорију књижевности и уметности (1960–1961), информатор, в. д. директора и уредник у Југословенском библиографском институту (1963–1975), директор издавачке организације „Делта прес“ (1978–1981) и главни уредник у Издавачкој задрузи „Идеа“. Као активни члан Удружења књижевних преводилаца Србије, био је председник Удружења 1974–1978, председник Савеза удружења књижевних преводилаца Југославије 1976–1978, члан Комисије за књижевне преводиоце Међународног савеза преводилаца (ФИТ). Био је учесник светских конгреса преводилаца у Ници 1974, Монтреалу 1977, Бечу 1984, Мастрихту 1987. и Београду 1990, више стручних симпозијума у Москви и Прагу, као и већине преводилачких сусрета у земљи. Био је и члан редакције преводилачког часописа „Мостови“ од његовог оснивања 1970, а од 1984. до 1991. и главни и одговорни уредник. Један од покретача и првих организатора данас већ традиционалних Београдских међународних преводилачких сусрета (1975), један од приређивача и уредника многих зборника реферата са тих сусрета (под насловом „Преводна књижевност“). У листовима, часописима, зборницима, посебним књигама на нашем, и на више страних језика објавио велики број студија, чланака, огледа, приказа и превода – обухваћених библиографијом од преко 250 библиографских јединица. У новинским написима, студијама, чланцима, огледима и приказима бавио се темама из области лингвистике, теорије и историје књижевности (светске, а посебно руске и српске), методологије науке о књижевности, фолклористике, теорије, историје, поетике и праксеологије превођења, као и низом антрополошких тема. Објавио је исцрпне библиографије превођења и помена на српскохрватском језику значајних страних писаца као што су Сергеј Јесењин, Гијом Аполинер, Луј Арагон, Александар Блок, Ђузепе Унгарети, Езра Паунд, Хајнрих Хајне, Жак Превер, Томас Стернс Елиот, Вилијам Батлер Јејтс, Артур Рембо, Шарл Бодлер, Љермонтов, Еуђенио Монтале, Виктор Иго и др.

Објављивао је и есеје, песме и афоризме.

## Важнији преводи
- Фјодор Тјутчев: Лирика (Београд, 1972)
- Лав Виготски: Психологија уметности (Београд, 1975)
- Лав Виготски: Мишљење и говор (Београд, 1983)
- Антон Чехов: Мој живот (са Људмилом Михаиловић и Маријом Стојиљковић, Београд, 1981)
- 25 класичних кратких прича (Београд, 1983)
- Јелеазар Мелетински: Поетика мита (Београд, 1983)
- Дно душе: антологија класичних новела и кратких прича (Београд, 1991)
- Лав Виготски: Проблеми опште психологије (са Жарком Требјешанином, Београд 1996)
- Артур Шницлер: Новела о сну (Београд, 1999) и др.